# Бангладешско-тайваньские отношения

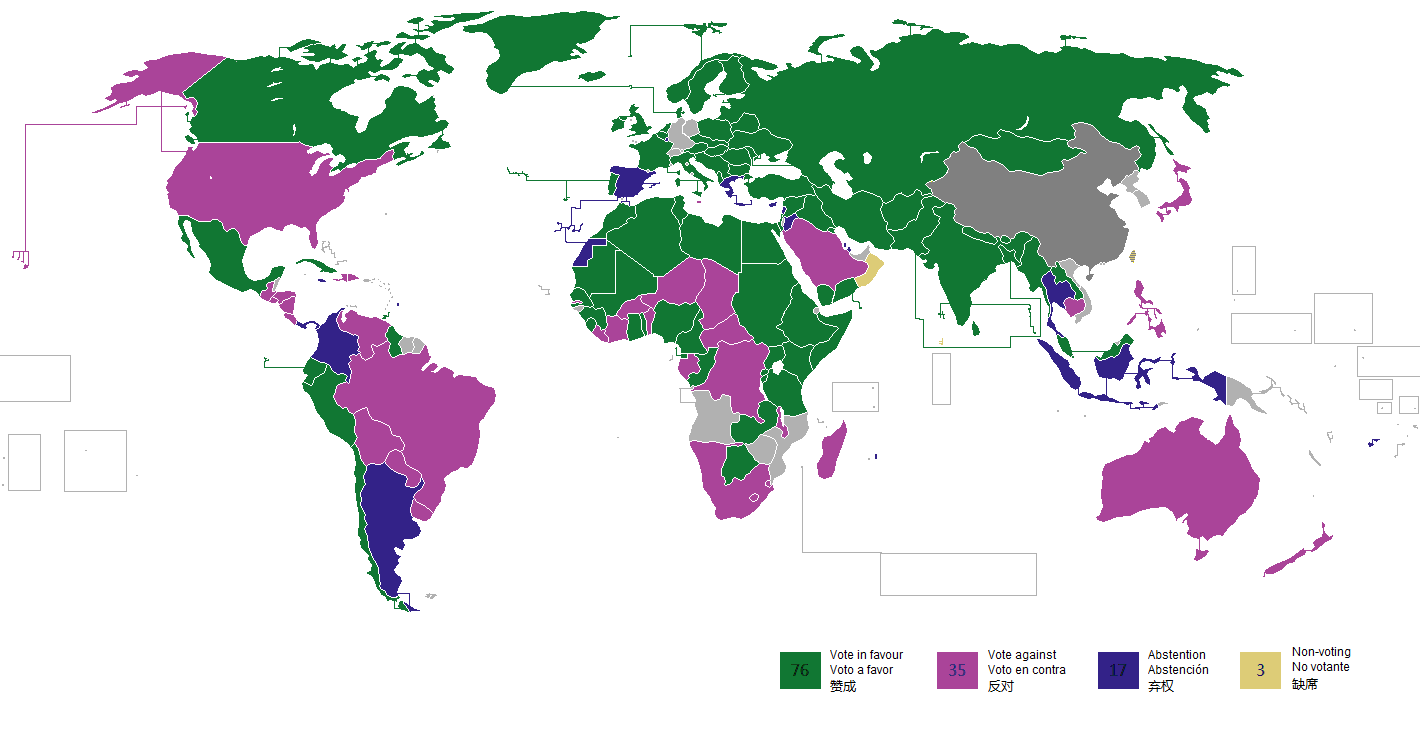
Бангладеш поддержал резолюцию UN-2758

Тайваньско-бангладешские отношения — отношения между Китайской республикой и республикой Бангладеш. Обе страны не имеют официальных отношений. 4 октября 1975 года Бангладеш признал Китайскую народную республику и разорвал дипломатические отношения с Китайской республикой. В ходе голосования по резолюции Генеральной ассамблеи ООН № 2758 Бангладеш поддержал передачу места Китайской республики в ООН Китайской народной республике.
В 2004 году правительство Китайской республики основало в столице Бангладеш Дакке Тайбэйское экономическое и культурное представительство. Но из-за ограничений введённых правительством Бангладеш там не могут работать с визами. Представительство было закрыто 30 июня 2009 года. После этого делами Бангладеш занимается Тайбэйское экономическое и культурное представительство в Индии (в Нью-Дели) и Тайбэйское экономическое и культурное представительство в Таиланде (в Бангкоке).
Согласно визовой политике Бангладеш граждане Китайской республики могут получить визу по прибытии в Бангладеш, но согласно визовой политике Китайской республики граждане Бангладеш должны получить визу в Нью-Дели или в Бангкоке.
Китайская республика в основном поставляет в Бангладеш бензин, нержавеющую сталь, синтетическое волокно, винилхлорид, полиацеталь, эпоксидную смолу, ткани и швейные машины. Бангладеш поставляет в Китайскую республику крабов, креветки, медь, одежду и обувь.
Свыше 40 тайваньских компаний инвестируют в Бангладеш, в основном в производство одежды, обуви, кормов для животных, мебели. Компании по производству обуви находятся в основном в Читтагонге, другие в пригородах Дакки.
Наибольшим тайваньским инвестором в Бангладеш является Run Xing Textile Company(潤興紡織), вторым по объёму Pou Chen Corporation, производящая кроссовки для Nike, Adidas и Puma. После повышения заработных плат в Китайской Народной Республике и антикитайских протестов во Вьетнаме в 2014 году многие тайваньские компании решили переместить свои заводы в Бангладеш из-за более низкой оплаты труда и стабильной обстановки.